# Croton tetradenius
Croton tetradenius är en törelväxtart som beskrevs av Henri Ernest Baillon. Croton tetradenius ingår i släktet Croton och familjen törelväxter. Inga underarter finns listade i Catalogue of Life.